# Province de New York
 (décembre 2023).
Si vous disposez d'ouvrages ou d'articles de référence ou si vous connaissez des sites web de qualité traitant du thème abordé ici, merci de compléter l'article en donnant les références utiles à sa vérifiabilité et en les liant à la section « Notes et références ».
1664–1783
Entités précédentes :
- Nouvelle-Néerlande

Entités suivantes :
- État de New York
- République du Vermont

La province de New York (en néerlandais : Provincie New York) était une colonie britannique qui incluait un peu plus que l'actuel État de New York entre 1664 et 1783. La province doit son nom à Jacques, duc d'York (futur Jacques II), propriétaire de la colonie, et frère du roi Charles II en 1664, quand la colonie de Nouvelle-Néerlande (en néerlandais : Provincie Nieuw-Nederland) a été prise aux Provinces-Unies.

## Géographie
Outre l'actuel État de New York, la province comportait aussi originellement l'État du New Jersey, du Delaware et du Vermont, et quelques portions du Massachusetts et du Maine.

### Comtés
La province de New York a été divisée en douze comtés le 1er novembre 1683 :
- Comté d'Albany : Toute la région que se trouve actuellement au nord et à l'ouest de New York. La zone fut réclamée par ce qui est aujourd'hui le Vermont. De plus il n'y avait pas de véritable frontière ouest à la colonie (mythe de la Frontière), le comté d'Albany s'étendait donc théoriquement jusqu'à l'océan Pacifique. La plupart de ces terres ont été dorénavant cédées aux autres États et celles qui sont restées dans l'État de New York ont été divisées en d'autres comtés.
- Comté de Cornouailles : une terre qui est actuellement dans le Maine. Cédé à la colonie de la baie du Massachusetts en 1692.
- Comté de Dukes : les Îles Elizabeth, Martha's Vineyard et Nantucket à l'ouest du cap Cod. Cédé au Massachusetts en 1691.
- Comté de Dutchess : correspondant aux actuels comtés de Dutchess et de Putnam.
- Comté de Kings : correspondant à Brooklyn.
- Comté de New York : correspondant à Manhattan.
- Comté d'Orange : correspondant aux actuels comtés d'Orange et de Rockland.
- Comté de Queens : correspondant aux actuels comtés de Queens et de Nassau.
- Comté de Richmond : correspondant à Staten Island.
- Comté de Suffolk : l'actuel comté de Suffolk.
- Comté d'Ulster : correspondant aux actuels comtés d'Ulster et de Sullivan, ainsi qu'à des parties des comtés de Delaware et de Greene.
- Comté de Westchester : correspondant au Bronx et à l'actuel comté de Westchester.

Le 12 mars 1772 :
- Comté de Tryon formé à partir du comté d'Albany. Il a été renommé comté de Montgomery en 1784.
- Comté de Charlotte formé à partir du comté d'Albany. Il a été renommé comté de Washington en 1874.

## Histoire

### Gouvernement propriétaire (1664-1685)
En mars 1664, le duc d'York devient le propriétaire de la colonie ce qui inclut la Nouvelle-Néerlande et l'actuel État du Maine. Cette charte incluait une partie du Massachusetts actuel qui la contestait. La charte déterminait les droits de propriété et imposait les quelques restrictions de son pouvoir. En termes généraux, la charte était équivalente à une donation de terre lui conférant les droits de possession, de contrôle, et du gouvernement, sujet seulement à une limitation : le gouvernement devait être conforme aux lois d'Angleterre. Le duc d'York n'a jamais visité sa colonie et exerça un contrôle faible sur celle-ci. Il élut afin d'administrer son gouvernement des gouverneurs, conseils, et d'autres officiers qu'il choisissait personnellement. Aucune disposition n'a été prise pour une assemblée élue. 
La Nouvelle-Néerlande fut prise aux Néerlandais le 27 août 1664. La prise fut confirmée par le traité de Breda en juillet 1667. 
En 1665, le New Jersey a été séparé de New York pour devenir une autre province, mais les frontières ne furent pas déterminées avant 1765 (voir Guerre de New York-New Jersey). En 1667, la moitié est du Connecticut a aussi été séparée afin de rejoindre le reste du Connecticut.
En juillet 1673, une flotte néerlandaise commandée par Cornelis Evertsen le Jeunet et Jacob Binckes reprit New York puis les anciens territoires néerlandais cédés en 1664. Les Néerlandais occupèrent la colonie jusqu'à ce qu'elle soit rendue aux Anglais par le traité de Westminster contre le Suriname en février 1674. La seconde concession a été obtenue par le Duc de York en juillet 1674 pour affirmer son titre.
Le premier gouverneur, Richard Nicolls, est connu pour avoir écrit le Duke's Laws qui était la première compilation des lois anglaises en vigueur dans la colonie de New York. Les Britanniques perpétuèrent la politique instaurée par les Néerlandais quant à l'accueil des chrétiens, tel que les huguenots : les fondateurs de La Nouvelle-Rochelle. Le Duke's Laws établissait une Église d'État. Le gouverneur Andros dit, en 1674, que « toute personne de quelque religion que ce soit, pouvait tranquillement habiter au sein de sa juridiction ». Les Britanniques remplacèrent les Néerlandais dans leur alliance avec les Iroquois contre la Nouvelle-France avec un accord appelé la Covenant Chain.
Une Assemblée coloniale a été créée en octobre 1683. New York était la dernière colonie anglaise à disposer d'une assemblée. L'assemblée vota la Constitution de la Province de New York le 30 octobre 1683, la première de ce genre dans les colonies. Cette constitution donnait plus de droits aux New Yorkais qu'aux autres colons dont une protection sur l'imposition sans représentation. Le 1er novembre 1683, le gouvernement fut réorganisé, et l'État a été divisé en 12 comtés, chacun étant divisé en towns. 10 de ces comtés existent encore (voir ci-dessus), mais deux comtés (les comtés de Cornouailles et Dukes) étaient sur des territoires achetés par le duc d'York au Comte de Stirling, et ne sont dorénavant plus au sein du territoire de l'État de New York, mais dans le Massachusetts grâce à un traité, celui de Dukes en 1686 et celui de Cornwall en 1692. Tandis que le nombre de comtés a augmenté à 62, le modèle demeure toujours qu'une town dans l'État de New York est une subdivision d'un comté, similaire à la Nouvelle-Angleterre. 
Un acte de l'assemblée en 1683 naturalisa tous ceux originaires d'une nation étrangère alors dans la colonie et chrétiens. Pour encourager l'immigration, il y a également la condition que les étrangers chrétiens puissent, après leur arrivée, être naturalisés s'ils prêtent serment d'allégeance.

### Province royale (1685-1783)
New York devint une province royale en février 1685 quand le duc d'York fut couronné par le roi Jacques II d'Angleterre. Jacques II n'approuvait pas la constitution de New York et déclara sa non reconnaissance en octobre 1685. L'assemblée ne s'est plus rencontrée après 1685.
En mai 1688, la province devint une partie du Dominion de Nouvelle-Angleterre. En avril 1689, quand on apprit que le roi Jacques II d'Angleterre avait été renversé par la Glorieuse Révolution, les Bostoniens renversèrent leur gouvernement et emprisonnèrent leur gouverneur. La province de New York se rebella en mai, c'est la rébellion de Leisler. La guerre du roi Guillaume avec la France commença avec l'attaque française de Schenectady. En juillet, New York participa a une attaque avortée contre Montréal et Québec. Un nouveau gouverneur, Henry Sloughter, arriva en mars 1691. Il arrêta Jacob Leisler et l'exécuta.
La charte de New York et la constitution furent ré-établies en 1691 et devinrent la constitution de la province jusqu'à la création de l'État de New York.
Durant la guerre de la reine Anne contre la France de 1702 à 1713, la province était peu concernée par les opérations militaires, mais avait le bénéfice d'être fournisseur de la flotte britannique. La milice de New York participa à deux attaques sur Québec en 1709 et 1711.
La première vague d'immigration, en 1710, provenait des trois Palatinats allemands. Ils étaient initialement employés dans la production de marchandises navales.
Il y a eu deux révoltes notables d'esclaves à New York, l'une en 1712 et l'autre en 1741. D'importantes importations d'esclaves ont eu lieu des années 1720 aux années 1740.

### Guerre du Roi George
Cette province, en tant que colonie britannique, s'est battue contre les Français durant la guerre du roi George. L'assemblée était déterminée à contrôler les commandes pour cette guerre et elle ne donna qu'un appui faible. Quand l'appel vint, pour New York, d'aider à lever des forces d'expédition contre Louisbourg, l'assemblée de New York refusa de lever des troupes et donna seulement 3000 livres. L'assemblée était opposée à un effort de guerre significatif parce que cela aurait interrompu le commerce avec le Québec ce qui aurait entraîné une hausse des taxes. Les Français détruisirent la colonie de Saratoga dans l'État de New York en 1745, tuant et capturant plus de cent personnes. Après cette attaque l'assemblée devint plus généreuse et leva 1600 hommes et 40 000 livres. New York était la seule colonie dans laquelle quatre compagnies de réguliers stationnaient de façon permanente. Elles étaient peu utilisées et furent démantelées en 1763.

### Guerre de Sept Ans
En 1754, le Congrès d'Albany eut lieu à Albany afin de discuter d'un plan d'union des colonies britanniques.
Des scènes de combat se déroulaient hors de la ville de New York durant la guerre de Sept Ans, avec les forces britanniques et françaises qui se disputaient le contrôle du lac Champlain en association avec les alliés amérindiens. William Johnson et d'autres agents ont provoqué la participation des Iroquois. 
Les enrôlements forcés dans l'armée se sont passés dans New York en été 1757 quand 3 000 soldats britanniques entrèrent dans la ville et enrôlèrent près de 800 personnes qu'elles trouvèrent dans des tavernes et d'autres endroits fréquentés par les marins. New York était le lieu de refuge des corsaires. 40 vaisseaux new-yorkais ont été désignés comme corsaires en 1756 et en été 1757 il a été estimé que la valeur des prises françaises apportées à New York était de 200 000 livres. Vers 1759, les mers furent « nettoyées » des vaisseaux français et les corsaires furent détournés pour commercer avec les ennemis. La fin de la guerre causa une sévère récession à New York.
William Johnson négocia une fin à la rébellion de Pontiac et promut la Proclamation royale de 1763 et le traité de Fort Stanwix pour protéger les Indiens des colonies anglaises.

### Partis politiques
Durant le milieu des années 1700, la politique de New York tournait autour de la rivalité entre deux grandes familles, les Livingstons et les DeLanceys. Ces deux familles ont amassé des fortunes considérables. La ville de New York a eu une influence excessive sur la politique de l'État de New York parce que plusieurs des membres de l'assemblée vivaient dans New York plutôt que dans leurs districts. Lors des élections de 1752, les amis et la famille des DeLancey contrôlaient 12 des 27 sièges de l'assemblée. Les DeLanceys perdirent le contrôle de l'assemblée lors des élections de 1761. Le gouverneur Cadwallader Colden essaya d'organiser un parti populaire pour l'opposer aux grandes familles, gagnant de ce fait la haine des élites des deux partis de la ville.

### Stamp Act
Le parlement vota le Stamp Act (1765) afin de lever de l'argent pour les colonies. New York avait auparavant voté son propre Stamp Act de 1756 à 1760 afin lever de l'argent pour la Guerre de Sept ans. L'extraordinaire réponse au Stamp Act peut seulement être expliqué par la naissance d'antagonismes sur des questions locales. New York éprouvait une sévère récession qui était un effet de la Guerre de Sept ans. Les colonies éprouvaient les effets d'une politique monétaire stricte causée par le déficit commercial avec la Grande-Bretagne, une crise fiscale en Angleterre resserrant les crédits, et le Currency Act empêchait l'émission de devises sur papier afin de fournir des liquidités.
Cette loi prit effet le 1er novembre. En octobre 31, une foule vint dans les rues menaçant les maisons de sympathisants. Le 1er novembre, la foule détruisit un entrepôt et la maison de Thomas James, le commandant de Fort George.

### Quartering Act
Dans les dernières années de la guerre de Sept Ans, Londres a approuvé une politique visant à garder 20 régiments dans les colonies afin de servir de police et de défendre le pays. Cette législation prit la forme du Quartering Act qui requérait des législatures coloniales de fournir de l'approvisionnement aux troupes. Le Quartering Act engendra une petite controverse parmi les New Yorkais qui étaient partagés quant à la présence de ces troupes. L'assemblée fournit des casernes et des provisions chaque année depuis 1761. Les émeutes de 1766 montrèrent la nécessité d'une force policière dans la colonie. Les Livingston qui contrôlaient l'assemblée de New York firent passer un quartering bill en 1766 pour fournir des provisions à New York et à Albany qui était plus satisfaisant, mais pas toutes les conditions du Quartering Act. Londres suspendit l'assemblée pour sa non-conformité totale à la règle et le gouverneur Moore dissout la House of Assembly, le 6 février 1768. Le mois suivant les New Yorkais allèrent aux urnes pour mettre en place une nouvelle assemblée. Dans ces élections, avec les Fils de la Liberté comme soutien, la faction des DeLancey gagna des sièges, mais pas suffisamment pour détenir la majorité.
L'Assemblée a aussi été temporairement suspendue pour ne pas s'être conformée au Quartering Act en 1769.

### Townshend Acts
En 1768, une lettre votée par l'assemblée du Massachusetts appelait au boycott universel des importations britanniques en opposition aux Townshend Acts. En octobre, les marchands de New York s'accordèrent sur cet appel, de même que les marchands de Boston et de Philadelphie. En décembre, l'assemblée vota une résolution qui établissait que les colonies avaient le droit d'ajuster leurs propres taxes. Le gouverneur Moore déclara la résolution contraire aux lois d'Angleterre et a dissous l'assemblée. Les DeLancey, toujours soutenus par les Fils de la Liberté, gagnèrent la majorité à l'assemblée.
Les conflits entre les Fils de la Liberté et les troupes de New York naquirent avec la bataille de Golden Hill le 19 janvier 1770 où les troupes coupèrent le quatrième poteau de la Liberté qui a été érigé en 1767.
En juillet 1770, les marchands de New York décidèrent de reprendre le commerce avec la Grande-Bretagne quand des nouvelles arriveront à propos du plan de Parlement d'abroger le Townshend Duties et d'autoriser New York à faire de la monnaie fiduciaire. Les Fils de la liberté étaient fortement opposés à la reprise du commerce. Les marchands organisèrent alors un sondage dans New York et firent du porte-à-porte afin de sonder les résidents de New York et tous les scrutins étaient en faveur de la reprise du commerce. C'était probablement le premier sondage d'opinion de l'histoire américaine.

### Tea Act
New York devint paisible avec l'abrogation du Townshead Act, mais l'économie de New York était encore en récession. En mai 1773, le Parlement vota le Tea Act interrompant l'approvisionnement en thé permettant à la Compagnie des Indes Orientales de vendre son thé dans les colonies à bas prix, empêchant les contrebandiers d'en vendre. Cette loi frappa en premier les marchands de New York et les contrebandiers. Les Fils de la Liberté étaient les organisateurs de l'opposition et, en novembre 1773, ils publièrent l’Association of the Sons of Liberty of New York dans lequel tous ceux qui soutenaient la loi étaient des « ennemis des libertés d’Amérique ». En conséquence les agents de la Compagnie des Indes Orientales de New York se récusèrent. L'assemblée de New York ne prit aucune mesure au regard de l'acceptation de puissances supplémentaires aux Fils de la Liberté. Les Fils de la Liberté new yorkais apprirent le projet de Boston d'arrêter le déchargement de thé et se résolurent à faire de même. Puisque l’Association n'a pas obtenu le soutien escompté, les Fils de la Liberté craignaient que si le thé était déchargé la population allait exiger sa distribution au détail.
En décembre, les nouvelles arrivèrent de la Boston Tea Party. En avril 1774, le vaisseau Nancy arriva dans le port de New York pour des réparations. Le capitaine admit qu'il y avait 18 caisses de thé à bord et il accepta de ne pas le décharger, mais les Fils de la Liberté montèrent à bord et détruisirent le thé sans s'en soucier.

### Intolerable Acts
En janvier 1774, l'assemblée créa le Committee of correspondence pour correspondre avec les autres colonies au regard des Intolerable Acts. 
En mai 1774, des nouvelles arrivèrent du Boston Port Act qui ferma le port de Boston. Les Fils de la Liberté étaient en faveur de la reprise d'un boycott commercial avec la Grande-Bretagne, mais il y eut une forte résistance des grands importateurs. En mai, une réunion se tint à New York dans lequel les membres du Committee of correspondence étaient sélectionnés. Le Committee of Fifty fut formé et dominé par les modérés, les Fils de la Liberté obtinrent seulement 15 membres. Isaac Low y siégeait. Francis Lewis a été ajouté pour créer le Committee of Fifty-One. Le groupe adopta une résolution qui disait que Boston « souffrait dans la défense des droits de l'Amérique » et proposa la formation du Congrès continental. En juillet, le comité choisit cinq de ses membres comme délégués au Congrès. Certains des autres comtés envoyèrent aussi des délégués au Premier Congrès continental qui se tint en septembre. Les délégués de New York furent incapables d'éviter l'adoption au Congrès des Articles of Association. Ces articles étaient ignorés à New York.
En janvier et février 1775, l'assemblée de New York vota contre des résolutions approuvant les démarches du Premier Congrès continental et refusa d'envoyer des délégués au Second Congrès continental. New York était la seule assemblée coloniale à ne pas approuver les démarches du Premier Congrès continental. L'assemblée se réunit pour la dernière fois le 3 avril 1775.

### Congrès provincial
En avril 1775, les rebelles formèrent le Congrès provincial de New York en remplacement de l'assemblée de New York. Des nouvelles des batailles de Lexington et de Concord atteignirent New York le 23 avril. Une foule détruisit l'Arsenal de la mairie et prit 1000 armes. Les citoyens armés formèrent un corps de volontaires pour gouverner la ville à partir de la maison d'Isaac Sears qui devint de facto le siège du gouvernement et des chefs de la milice. Le conseil exécutif de New York se rencontra le 24 avril et leur opinion était : « nous étions unanimement d'opinion que nous n'avions pas le pouvoir de faire quoi que ce soit ». Les troupes britanniques à New York ne quittèrent jamais leurs baraquements.
Le 9 octobre 1775 le gouverneur William Tryon fut forcé de quitter New York City pour un vaisseau de guerre britannique quand le Congrès Continental commanda l'arrestation de tous ceux qui mettraient en danger la sûreté de la colonie. En avril 1776 Tryon dissolut l'Assemblée de New York. 
Les Britanniques recapturèrent la ville en septembre 1776 durant la campagne de New York et du New Jersey, et placèrent la province sous la loi martiale sous le commandement de James Robertson. Tryon maintint son titre de gouverneur, mais avec moins de pouvoir. Après sa réoccupation, New York devint le quartier général de l'armée britannique en Amérique. Ceux-ci coupèrent le poteau de la liberté en 1776. Les réfugiés loyalistes inondèrent la ville augmentant sa population à 33 000 habitants. Les Britanniques gardèrent le contrôle de New York jusqu'en novembre 1783.

## Politique et gouvernement
Le gouverneur de New York était choisi par le roi. Il sélectionnait son Conseil exécutif qui servait aussi de chambre haute. Le gouverneur et le roi avait le droit de veto sur les lois proposées par l'assemblée. Toutefois, toutes les lois étaient effectives jusqu'à ce qu'une désapprobation royale les interdise, ce qui pouvait prendre un an. Durant la guerre du roi Georges, le gouverneur approuva deux initiatives de l'assemblée. Les élections à l'assemblée étaient initialement tenues au bon vouloir du gouverneur, mais une loi passa requérant une élection au moins tous les 7 ans. New York était le siège du gouvernement et l'endroit où l'assemblée de New York se réunissait. 
Entre 1692 et 1694 le gouverneur de New York était aussi le gouverneur de Pennsylvanie. De 1698 à 1701 le gouverneur était aussi celui du Massachusetts et du New Hampshire. De 1702 à 1738 il était aussi le gouverneur du New Jersey.
Les votants devaient avoir au moins £40 en propriété foncière perpétuelle libre, en plus d'autre obligations liées à l'âge, au sexe, et à la religion. Ces £40 étaient souvent ignorés. Les juifs n'étaient pas autorisés à voter entre 1737 et 1747.

## Économie
Dans les années 1690, New York était le plus grand importateur des colonies en matière d'esclaves et de port de réserve pour les pirates.
Le premier journal y parut en 1725.

## Démographie
L'extérieur de New York (aussi bien que dans les actuelles Ontario, Québec, Pennsylvanie, et Ohio) était occupé par les Five Nations (qui après 1720 sont devenus les Six Nations, quand les Tuscarora les rejoignirent) de la Confédération Iroquoise depuis au moins un millénaire avant l'arrivée des Européens.
- En 1664, un quart de la population new yorkaise était noire.
- En 1690, la population de la province était de 20 000 habitants, dont 6 000 étaient à New York.
- En 1698, la population de la province était de 18 607 habitants. 14 % de la population de New York étaient noire.
- La population d'esclaves grandit après la guerre de la Reine Anne. Le pourcentage de noirs dans New York en 1731 et 1746 était respectivement de 18 % et 21 %.
- En 1756, la population de la province était de 100 000 habitants dont 14 000 étaient noirs parmi lesquels il y avait une majorité d'esclaves.

Originellement concentrée à proximité de la côte, le doublement de la population entre les années 1750 et 1770 pousse les jeunes et les nouveaux migrants à suivre les rivières Hudson et Mohawk vers le nord et vers l'ouest pour trouver de nouvelles terres à cultiver. La défaite des Français à l'issue de la Guerre de Sept ans laisse le champ libre aux colons, qui s'installent jusqu'au bord du lac Champlain. Le début des hostilités avec la Grande-Bretagne dès 1775 entraine un ralentissement temporaire de la démographie dans les zones frontalières avec la province de Québec restée loyale à la Couronne.
| Année | Population |
| ----- | ---------- |
| 1664  | 10 000     |
| 1688  | 20 000     |
| 1698  | 18 067     |
| 1715  | 31 000     |
| 1723  | 40 564     |
| 1731  | 50 289     |
| 1749  | 73 448     |
| 1756  | 96 775     |
| 1774  | 182 251    |

## Compléments